# Stefan Zant
Stefan Zant (* 14. Januar 1977 in Tirschenreuth) ist ein ehemaliges Mitglied der deutschen Ski-Nationalmannschaft, Disziplin Ski-Freestyle

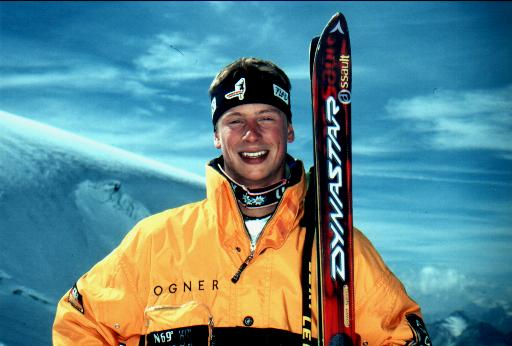

## Leben und Karriere
Stefan Zant war Weltcupfahrer der Deutschen Ski-Freestyle Nationalmannschaft und trat von 1996 bis 2002 bei internationalen Wettkämpfen (Europacup, Weltcup, Weltmeisterschaften) an. Zant war auf die olympische Freestyle-Disziplin Buckelpiste spezialisiert und startete für den SC Tirschenreuth. Von 1996 bis 2002 wurde Stefan Zant durch die Sportfördergruppe der Bundeswehr gefördert mit Standort in Mittenwald.
Seine größten Erfolge waren der 9. Platz in der Gesamt-Weltcup-Wertung in der Saison 2001/2002 und der Gewinn der Gesamt-Europacup-Wertung in der Saison 2000/2001. Neben zahlreichen Siegen im Europacup und Top-10-Platzierungen im Weltcup belegte er 15 Podiums-Platzierungen bei Internationalen Deutschen Meisterschaften und zwei Top-20-Platzierungen bei Weltmeisterschaften. Weiterhin stand Zant in mehreren Skifilm- und Videodrehs vor der Kamera, absolvierte den C-Trainer Ski Freestyle und ist Staatlich geprüfter Skilehrer. Im Mai 2002 trat er vom aktiven Leistungssport zurück.
Im Anschluss an seine sportliche Karriere studierte Zant von 2002 bis 2006 Betriebswirtschaft an der Ludwig-Maximilians Universität in München und trainierte die Deutsche Junioren-Nationalmannschaft, Disziplin Ski-Freestyle. Nach seinem Studium stieg er 2007 als Unternehmensberater bei der Boston Consulting Group ein. Im Jahre 2014 wechselte er in die Medienbranche zur ProSiebenSat.1 Media SE und gründete in 2016 die ProSiebenSat.1 Sports GmbH (7Sports), welcher er seitdem als Geschäftsführer vorsteht. Weiterhin ist Zant Geschäftsführer der eSports.com GSA GmbH (esports.com) und der Sportority Germany GmbH (90min.de).